# Wyścigowe Samochodowe Mistrzostwa Polski 1992
Sezon 1992 był trzydziestym szóstym sezonem Wyścigowych Samochodowych Mistrzostw Polski.
Sezon liczył sześć eliminacji, rozgrywanych w Poznaniu (trzy razy), Kielcach (dwa razy) i Toruniu.

## Punktacja
Punkty przyznawano według klucza 25-20-17-15-13-11-9-8-7-6-5-4-3-2-1, przy czym zawodnikom w końcowej klasyfikacji uwzględniano pięć najlepszych wyników. Jeżeli obaj zawodnicy zdobyli w końcowej klasyfikacji tyle samo punktów, to o pozycjach w klasyfikacji decydowała większa liczba punktów w eliminacjach liczonych, a jeśli to nie dawało rozstrzygnięcia – we wszystkich eliminacjach.

## Zasady przyznawania tytułów
Zawodnicy otrzymywali tytuły mistrzowskie i wicemistrzowskie wtedy, jeżeli zawodnik został sklasyfikowany przynajmniej w połowie eliminacji. Ponadto, aby przyznać tytuł Mistrza Polski, w sezonie musiało być sklasyfikowanych przynajmniej sześciu kierowców. Dla tytułu I Wicemistrza musiało być sklasyfikowanych co najmniej dziesięciu kierowców, a dla II Wicemistrza – dwunastu.

## Kategorie
Samochody były podzielone na następujące grupy według regulaminu FIA:
- Grupa N – samochody turystyczne, których produkcja w ciągu 12 miesięcy przekraczała pięć tysięcy egzemplarzy. Modyfikowanie tych samochodów pod kątem poprawy osiągów było niemal całkowicie zabronione;
- Grupa A – samochody turystyczne, których produkcja w ciągu 12 miesięcy przekraczała pięć tysięcy egzemplarzy. Dozwolony był duży zakres przeróbek pod kątem poprawy osiągów;
- Grupa C – prototypy sportowe o poj. do 3500 cm³;
- Grupa H – samochody niehomologowane;
- Grupa E – samochody formuł wyścigowych.

Samochody były dodatkowo podzielone na następujące klasy:
- Klasa N1 – wyłącznie samochody Polski Fiat 126p grupy N;
- Klasa A1 – gr. A, poj. do 850 cm³;
- Klasa A2 – gr. A, poj. do 1300 cm³;
- Klasa A3 – gr. A, poj. do 1600 cm³. W ramach tej klasy rozgrywano Międzynarodowe WSMP;
- Klasa CH1 – gr. C i H, poj. do 850 cm³;
- Klasa CH2 – gr. C i H, poj. pow. 850 cm³;
- Klasa E1 – Formuła Easter;
- Klasa E2 – Formuła Mondial (napędzane silnikami 1,6). W ramach tej klasy rozgrywano odrębne wyścigi dla Mistrzostw Polski oraz dla Międzynarodowych WSMP Formuły Mondial.

## Zwycięzcy
| Data              | Tor    | Klasa      | Zwycięzca (kierowcy)  | Samochód               | Zwycięzca (zespoły)                              |
| ----------------- | ------ | ---------- | --------------------- | ---------------------- | ------------------------------------------------ |
| 16–17 maja        | Poznań | klasa N1   | Sebastian Lewandowski | Polski Fiat 126p       | Autoklub Rzemieślnik Warszawa                    |
| 16–17 maja        | Poznań | klasa A1   | Marek Oczkowski       | Polski Fiat 126p       | Automobilklub Wielkopolski                       |
| 16–17 maja        | Poznań | klasa A2   | Henryk Mandera        | Suzuki Swift GTi       | Automobilklub Wielkopolski                       |
| 16–17 maja        | Poznań | klasa A3   | Wojciech Cołoszyński  | Suzuki Swift GTi       | Automobilklub Wielkopolski                       |
| 16–17 maja        | Poznań | klasa CH1  | Zbigniew Szwagierczak | Polski Fiat 126p-Honda | Automobilklub Wielkopolski                       |
| 16–17 maja        | Poznań | klasa CH2  | Wojciech Smorawiński  | BMW M3                 | Automobilklub Wielkopolski                       |
| 16–17 maja        | Poznań | klasa E1   | Krzysztof Wodziński   | Estonia 21 M           | Autoklub Rzemieślnik Warszawa                    |
| 16–17 maja        | Poznań | klasa E2   | Andrzej Godula        | Estonia 25             | Radio RMF - Automobilklub Kielecki               |
| 16–17 maja        | Poznań | MWSMP (FM) | Aleksandr Potiechin   | Estonia 25             |                                                  |
| 19–20 czerwca     | Kielce | klasa N1   | Sebastian Lewandowski | Polski Fiat 126p       | Autoklub Rzemieślnik Warszawa                    |
| 19–20 czerwca     | Kielce | klasa A1   | Tomasz Krukowski      | Polski Fiat 126p       | Automobilklub Kielecki                           |
| 19–20 czerwca     | Kielce | klasa A2   | Henryk Mandera        | Suzuki Swift GTi       | Automobilklub Wielkopolski                       |
| 19–20 czerwca     | Kielce | klasa A3   | Stanisław Fiedor      | Honda Civic VT         | Autoklub Rzemieślnik Warszawa                    |
| 19–20 czerwca     | Kielce | klasa CH1  | Zbigniew Szwagierczak | Polski Fiat 126p-Honda | Automobilklub Wielkopolski                       |
| 19–20 czerwca     | Kielce | klasa CH2  | Wojciech Smorawiński  | BMW M3                 | Automobilklub Wielkopolski                       |
| 19–20 czerwca     | Kielce | klasa E1   | Jacek Szmidt          | MTX 1-06               | Automobilklub Toruński                           |
| 19–20 czerwca     | Kielce | klasa E2   | Andrzej Godula        | Estonia 25             | Radio RMF - Automobilklub Kielecki               |
| 19–20 czerwca     | Kielce | MWSMP (FM) | Wiktor Kozankow       | Estonia 25             |                                                  |
| 11–12 lipca       | Poznań | klasa N1   | Lech Wójcik           | Polski Fiat 126p       | Rainbow Łódź                                     |
| 11–12 lipca       | Poznań | klasa A1   | Marek Oczkowski       | Polski Fiat 126p       | Automobilklub Wielkopolski                       |
| 11–12 lipca       | Poznań | klasa A2   | Grzegorz Baran        | Suzuki Swift GTi       | Autoklub Rzemieślnik Warszawa                    |
| 11–12 lipca       | Poznań | klasa A3   | Stanisław Fiedor      | Honda Civic VT         | Autoklub Rzemieślnik Warszawa                    |
| 11–12 lipca       | Poznań | klasa CH1  | Leszek Grynhoff       | Polski Fiat 126p-Honda | Automobilklub Wielkopolski                       |
| 11–12 lipca       | Poznań | klasa CH2  | Marek Troszyński      | Volkswagen Scirocco    | Rainbow Łódź                                     |
| 11–12 lipca       | Poznań | klasa E1   | Jarosław Podsiadło    | Estonia 21             | Automobilklub Kielecki                           |
| 11–12 lipca       | Poznań | klasa E2   | Bohdan Leśniak        | Estonia 21-10          | Gulf - Autoklub Rzemieślnik Warszawa             |
| 11–12 lipca       | Poznań | MWSMP (FM) | Mart Kongo            | Estonia 25             |                                                  |
| 5–6 września      | Toruń  | klasa N1   | Sebastian Lewandowski | Polski Fiat 126p       | Gulf / Radio Zet - Autoklub Rzemieślnik Warszawa |
| 5–6 września      | Toruń  | klasa A1   | Tomasz Krukowski      | Polski Fiat 126p       | Automobilklub Kielecki                           |
| 5–6 września      | Toruń  | klasa A2   | Krzysztof Federowicz  | Suzuki Swift GTi       | Gulf / Radio Zet - Autoklub Rzemieślnik Warszawa |
| 5–6 września      | Toruń  | klasa A3   | Henryk Mandera        | Suzuki Swift GTi       | Automobilklub Wielkopolski                       |
| 5–6 września      | Toruń  | klasa CH1  | Zbigniew Szwagierczak | Polski Fiat 126p-Honda | Automobilklub Wielkopolski                       |
| 5–6 września      | Toruń  | klasa CH2  | Tadeusz Myszkier      | Audi Coupé-BMW         | Rafineria Gdańska - Automobilklub Morski         |
| 5–6 września      | Toruń  | klasa E1   | Jarosław Podsiadło    |                        | Automobilklub Kielecki                           |
| 5–6 września      | Toruń  | klasa E2   | Andrzej Godula        |                        | Radio RMF - Automobilklub Kielecki               |
| 26–27 września    | Poznań | klasa N1   | Lech Wójcik           | Polski Fiat 126p       | Rainbow Łódź                                     |
| 26–27 września    | Poznań | klasa A1   | Marek Oczkowski       | Polski Fiat 126p       | Automobilklub Wielkopolski                       |
| 26–27 września    | Poznań | klasa A2   | Henryk Mandera        | Suzuki Swift GTi       | Automobilklub Wielkopolski                       |
| 26–27 września    | Poznań | klasa A3   | Stanisław Fiedor      | Honda Civic VT         | Autoklub Rzemieślnik Warszawa                    |
| 26–27 września    | Poznań | klasa CH1  | Leszek Grynhoff       | Polski Fiat 126p-Honda | Automobilklub Wielkopolski                       |
| 26–27 września    | Poznań | klasa CH2  | Wojciech Smorawiński  | BMW M3                 | Automobilklub Wielkopolski                       |
| 26–27 września    | Poznań | klasa E1   | Jacek Szmidt          | MTX 1-06               | Automobilklub Toruński                           |
| 26–27 września    | Poznań | klasa E2   | Andrzej Godula        | Estonia 25             | Radio RMF - Automobilklub Kielecki               |
| 26–27 września    | Poznań | MWSMP (FM) | Ulf Johansson         | Reynard 893-VW         |                                                  |
| 9–10 października | Kielce | klasa N1   | Sebastian Lewandowski | Polski Fiat 126p       | Gulf / Radio Zet - Autoklub Rzemieślnik Warszawa |
| 9–10 października | Kielce | klasa A1   | Marek Oczkowski       | Polski Fiat 126p       | Automobilklub Wielkopolski                       |
| 9–10 października | Kielce | klasa A2   | Henryk Mandera        | Suzuki Swift GTi       | Automobilklub Wielkopolski                       |
| 9–10 października | Kielce | klasa A3   | Stanisław Fiedor      | Honda Civic VT         | Autoklub Rzemieślnik Warszawa                    |
| 9–10 października | Kielce | klasa CH1  | Leszek Grynhoff       | Polski Fiat 126p-Honda | Automobilklub Wielkopolski                       |
| 9–10 października | Kielce | klasa CH2  | Wojciech Smorawiński  | BMW M3                 | Automobilklub Wielkopolski                       |
| 9–10 października | Kielce | klasa E1   | Jarosław Podsiadło    | Estonia 21             | Automobilklub Kielecki                           |
| 9–10 października | Kielce | klasa E2   | Andrzej Godula        | Estonia 25             | Radio RMF - Automobilklub Kielecki               |
| 9–10 października | Kielce | MWSMP (FM) | Wiktor Kozankow       | Estonia 25             | Shell                                            |

## Mistrzowie
| Klasa      | Kierowca              | Samochód               | Zespół                                           |
| ---------- | --------------------- | ---------------------- | ------------------------------------------------ |
| klasa N1   | Sebastian Lewandowski | Polski Fiat 126p       | Gulf / Radio Zet - Autoklub Rzemieślnik Warszawa |
| klasa A1   | Marek Oczkowski       | Polski Fiat 126p       | Gulf - Automobilklub Wielkopolski                |
| klasa A2   | Henryk Mandera        | Suzuki Swift GTi       | Automobilklub Wielkopolski                       |
| klasa A3   | Stanisław Fiedor      | Honda Civic VT         | Autoklub Rzemieślnik Warszawa                    |
| klasa CH1  | Leszek Grynhoff       | Polski Fiat 126p-Honda | Automobilklub Wielkopolski                       |
| klasa CH2  | Wojciech Smorawiński  | BMW M3                 | Automobilklub Wielkopolski                       |
| klasa E1   | Jarosław Podsiadło    | Estonia 21             | Automobilklub Kielecki                           |
| klasa E2   | Andrzej Godula        | Estonia 25             | Radio RMF - Automobilklub Kielecki               |
| MWSMP (FM) | Wiktor Kozankow       | Estonia 25             | Shell                                            |